# بايليول أوكس كورنايليه
بايليول أوكس كورنايليه (بالفرنسية: Bailleul-aux-Cornailles)‏ هي بلدية تقع في إقليم باد كاليه من منطقة نور با دو كاليه في شمال فرنسا. تبلغ مساحة هذه المدينة 6.82 (كم²)، وترتفع عن سطح البحر 141 م، يبلغ عدد سكانها 261 نسمة حسب إحصاء المعهد الوطني للإحصاء والدراسات الاقتصادية سنة 2009 م. وترأس Maurice Soyez البلدية خلال فترة (2008-2014).